# Julia LaMarsh
Julia „Judy“ Verlyn LaMarsh PC OC QC (* 20. Dezember 1924 in Chatham, Ontario; † 27. Oktober 1980 in Toronto) war eine kanadische Rechtsanwältin und Politikerin der Liberalen Partei Kanadas, die mehrere Jahre Abgeordnete im Unterhaus sowie zeitweise Ministerin war.

## Leben
Nach dem Schulbesuch absolvierte Judy LaMarsh ein grundständiges Studium, das sie mit einem Bachelor of Arts (B.A.) abschloss. Nach einem Studium der Rechtswissenschaften war sie als Barrister tätig. Am 31. Oktober 1960 wurde sie bei einer Nachwahl im Wahlkreis Niagara Falls zur Abgeordneten in das kanadische Unterhaus gewählt und gehörte diesem bis zur Unterhauswahl am 25. Juni 1968 an. In der Folgezeit war sie Mitglied zahlreich Ausschüsse des Unterhauses.
Am 22. April 1963 wurde Judy LaMarsh von Premierminister Lester Pearson als Ministerin für nationale Gesundheit und Wohlfahrt in das 19. kanadische Kabinett berufen und war in dieser Zeit zugleich Ministerin für den Amateursport. Im Rahmen einer Kabinettsumbildung übernahm sie am 18. Dezember 1965 das Amt der Staatssekretärin für Kanada und trat von dieser Funktion am 9. April 1968 zurück, da sie nicht bereit war, in einer von Pearsons Nachfolger Pierre Trudeau gebildeten Regierung zu arbeiten. Als Staatssekretärin für Kanada war sie unter anderem für die Ausrichtungen der Feierlichkeiten zum 100-jährigen Jubiläum anlässlich der Schaffung der Kanadischen Konföderation am 1. Juli 1867 zuständig.
Nach Beendigung ihrer politischen Laufbahn verfasste sie autobiografisch Romane und war zwischen 1974 und 1975 auch Gast-Moderatorin der CBC-Radio-Sendung This Country in the Morning. Wenige Monate vor ihrem Tod aufgrund eines Pankreastumors wurde Judy LaMarsh am 23. Juni 1980 durch Generalgouverneur Edward Schreyer mit dem Offizierskreuz des Order of Canada ausgezeichnet.

## Veröffentlichungen
- Memoirs of a bird in a gilded cage, 1968
- A very political lady: a novel, 1979
- A right honourable lady: a novel,  1980